# Тиквеник

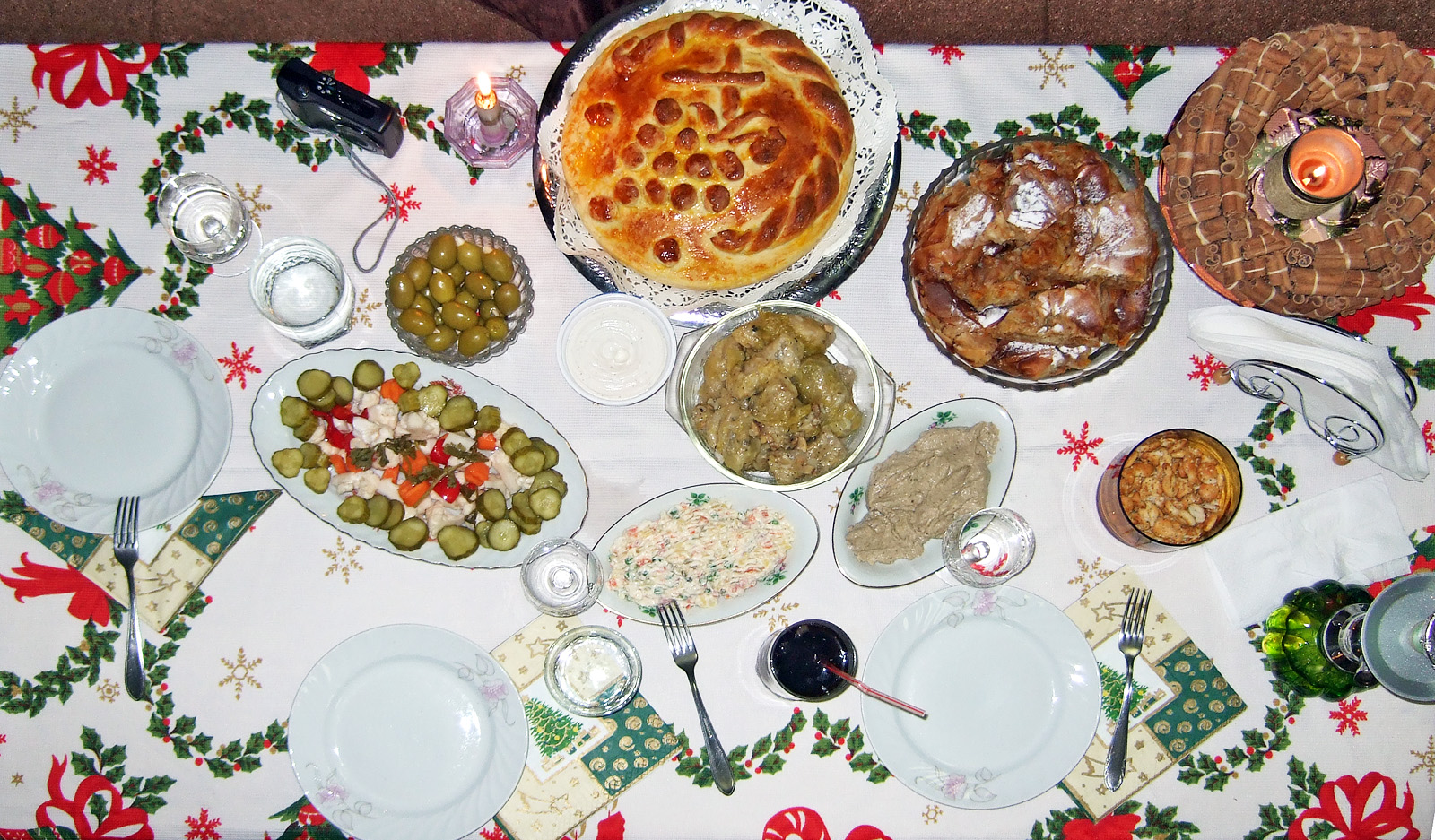
Різдвяний стіл з тиквеником (зверху другий з правого боку)

Тиквеник (болг. Тиквеник) — різновид болгарської баниці (пирога) з гарбузом, цукром та ядрами горіхів. Для приготування використовують тонке висушене листове тісто (тонкий листовий лаваш), яке як купують в магазині, так і готують самостійно. В нього загортають підготовлену начинку, після чого отриманий рулет по спіралі викладують у форму. Готовий тиквеник подають, як окремий десерт, так і для закуски.
Цю страву найчастіше готують взимку, зокрема на різдвяні свята.

## Рецепт страви
Для приготування потрібно тісто, гарбуз, цукор, ядра волоських горіхів, соняшникова олія та кориця.
Спочатку розкладають тісто, потім готують начинку. Гарбуз натирають на тертушку, додають до нього цукор та корицю і останніми — горіхи.
Всі інгредієнти ретельно перемішуємо та рівномірно розподіляємо по тісту, яке попередньо змащуємо олією.
З тіста формують рулет, який по спіралі викладають у форму.
Тиквеник ставлять в піч або духовку і запікають до отримання золотистого кольору.
Вже приготованій страві дають вичахнути, ріжуть на шматки та посипають цукровою пудрою.
До столу можуть подавати разом з кисляком.

## Використані джерела
- Вита баница с тиквеник та орехи
- http://harmonica.bg/tikvenik